# 키퍼스
《키퍼스》(영어: The Vanishing, 이전 제목 영어: Keepers)는 2018년에 공개된 영국의 심리 스릴러 영화이다. 크리스토페르 뉘홀름이 감독을, 조 본과 켈린 존스가 각본을 맡았다. 1900년 플래넌 제도 등대에서 등대원 셋이 홀연히 사라진 실화에 기초했으며, 실제 이름들을 그대로 사용하였다.
미국에선 2019년 1월 4일에, 대한민국에서는 2021년 5월 12일에 개봉되었다.

## 줄거리
세 등대원이 6주간 플래넌 제도의 외딴 등대를 지키게 된다.
어느 날 한 남성과 나무 상자가 든 보트가 해변으로 떠밀려온다. 죽은 줄로만 알았던 남자는 도널드를 익사시키려 들고, 도널드는 자기 방어로 돌로 머리를 쳐 남자를 죽인다. 셋은 상자 안에 들었던 금괴를 나눠갖는다.
곧 죽은 남자의 동료 둘이 다른 배를 타고 도착하는데...

## 출연
- 제라드 버틀러 - 제임스 듀캣 역
- 피터 멀런 - 토머스 마셜 역
- 코너 스윈델스 - 도널드 맥아더 역
- 올라뷔르 다리 올라프손 - 보어 역
- 쇠렌 말링 - 로크 역
- 게리 루이스 - 케니 역
- 게리 케인 - 게어드 역
- 에마 킹 - 메리 역
- 켄 드루리 - 덩컨 역